# Tehnologija drevne Kine
Tehnologija drevne Kine započinje s razvojem njihove civilizacije, a prvi razvoj civilizacije se opaža duž rijeke Huang He (Žuta rijeka). Do 2500. pr. Kr. se tisuće kasnoneolitičkih sela proširilo duž rijeke, a kad je uvedeno poljodjelstvo s navodnjavanjem nastala su kraljevstva. Veliki Shun, navodni utemeljitelj prve Dinastije Xia je legendaran u Kini kao vladar koji je kontrolirao vode. Dinastija Shang (oko 1600. pr. Kr. do oko 1046. pr. Kr.), koja označava dokumentirane početke kineske civilizacije, je zagospodarila dolinom Žute rijeke zahvaljujući širokom sustavu navodnjavanja. Kasnije su tehnike navodnjavanja prenesene južnije, do rijeke Jangce. Uzgoj riže se iz južne Kine proširio prema sjeveru i također je uključivao kontrolu vode. Tijekom cijele kineske povijesti je jedna od uloga vlasti bila graditi i održavati sustav navodnjavanja. Rezultat toga su mnogi kanali, nasipi, brane i umjetna jezera širom Kine. Svjesna vladina politika zaštite voda i unaprijeđenja poljodjelstva je uključivala i isušivanje, što je sve zahtijevalo uključivanje velikog broja seljaka u prisilan rad, tlaku. Rana kineska civilizacija je gradila gradove sa zaštitnim zidinama, palačama i ceremonijalnim središtima. Rana kineska država je gradila žitnice i održavala stajaću vojsku. Razvijena je istančana brončana metalurgija.
Premda su se granice i političke cjeline mijenjale, kineski su carevi vladali golemim, gusto naseljenim područjem, velikim poput Europe. Čak je i uža Kina (bez Mandžurije, Mongolije, Tibeta i zapadnih područja) velika kao pola Europe. Od prvog ujedinjenja 221. pr. Kr., drevna Kina je bila najnapučenija zemlja na svijetu. Položaj je izolirao Kinu od vanjskih utjecaja više nego bilo koju drugu civilizaciju Staroga svijeta. Istina, nomadski i seoski narodi sa sjevera i zapada su imali velik učinak na kinesku povijest, ali planine, stepe i pustinje okružuju Kinu s jugozapada, zapada i sjevera, što je otežavalo dodire s kulturnim i povijesnim razvojem u zapadnoj Aziji i Europi.
Pismo se je u Kini razvilo samostalno. Složeno ideografsko pismo se zapaža u Shang dinastiji (1520. pr. Kr. – 1030. pr. Kr.). Do 9. st. pr. Kr. postalo je veoma razvijeno, s 5000 znakova, a znakovi su standardizirani u doba ujedinjenja. Stotine osnovnih znakova se kombinira u desetke tisuća različitih znakova, što pisanje čini vrlo teškim.

## Postignuća starokineske tehnologije
Zlatno doba kineske znanosti i tehnologije se smatra doba vladavine dinastije Sung (960. – 1279.) koje se smatra kao vrhunac tradicionalne Kine. Učenje Konfucija (551. pr. Kr. – 479. pr. Kr.) je znatno oblikovalo kinesku višu kulturu, napose kroz službenu državnu ideologiju neokonfucijenizma, koju su razradili učitelji iz doba dinastije Sung. Svjetonazor se usredotočava na obitelj, humanost i društvo, a ne na prirodu i svijet onkraj ljudskih stvari. Konfucijenizam je bio praktična filozofija koja je naglašavala etičke i moralne vrijednosti ponašanja i upravljanja državom, te održavanje pravednog i skladnog društva. Tako su običaj, čast, kreposno ponašanje, sinovska ljubav prema roditeljima, poštovanje starijih, podčinjavanje autoritetu, moralni primjer mudraca i pravednost (ali ne zakon!) postali krilatice konfucijenizma u doba dinastije Sung.
Učenost je u drevnoj Kini bila uvelike odvojena od tehnologije i obrta. Kalendarska astronomija je koristila državi i društvu, a matematika je imala veliku ulogu u rješavanju praktičnih problema, ali su se gospodarstvo, vojska i medicina temeljili na snazi tradicionalnih tehnologija, koje nisu ništa dugovale teorijskom znanju ili istraživanju. Obrtnici su općenito bili nepismeni i imali su nizak položaj u društvu. Praktične vještine su učili kroz šegrtovanje i iskustvo, a znanost nije ništa pomagala njihovim pothvatima. Učenjaci i znanstvenici, s druge strane, su bili pismeni, školovali su se mnogo godina, uživali su visok društveni položaj, ali su ostali društveno odvojeni od svijeta obrtnika i inženjera. Sustav ispita i birokracija su institucionalnim odvajanjem učenjaka-birokrata od obrtnika, umjetnika i inženjera, ojačali razdvojenost znanosti i tehnologije. Sustav vrijednosti tradicionalne Kine, poput onog stare Grčke, je s visoka gledao na tehnologiju. Učenjaci su odbacivali rad rukama i težili drugim djelatnostima, poput poezije, kaligrafije, glazbe i slično. U drevnoj Kini je bilo mnogo škola, ali one nisu uključivale obrazovanje iz prirodnih znanosti.
Pri razmatranju kineske tehnologije treba se čuvati sklonosti da se tek naglašava prvenstvo Kineza naspram drugih civilizacija glede ovog ili onog izuma, poput tački ili kolica (oko 230.), kola koja pokazuju jug (mehanički kompas), laka i lakiranja, baruta, porculana, kišobrana, kalema za ribolov, visećih mostova itd. Premda su takva prvenstva zanimljiva, ona imaju ograničenu analitičku vrijednost za povijesno istraživanje. Umjesto toga, polazište za svako istraživanje kineske tehnologije mora biti uvid da je zbog ukupnosti svoje napredne tehnologije, neovisno o originalnosti ili prvenstvu, tijekom dinastija Sung, a i kasnije, Kina u tehnološkom smislu prednjačila u svijetu.

### Poljodjelstvo
Procvat drevne Kine u doba dinastije Sung rezultat je promjena u poljodjelstvu, prije svega snažnog porasta uzgoja riže u južnoj Kini i bazenu rijeke Jangce, s početkom u 8. stoljeću. Riža daje veći urod po jedinici površine nego bilo koja druga udomaćena biljka, tako da samo uvođenje riže dovodi do značajnih društvenih i kulturnih posljedica. Nakon 1012. vlada je uvela i sustavno dijelila nove vrste rane i zimske riže iz Indokine. Neke vrste sazrijevaju za dva mjeseca, što omogućuje dvije ili tri žetve godišnje na pogodnim mjestima. Druge su vrste zahtijevale manje vode, što je značilo da se za proizvodnju hrane mogu iskoristiti nova tla. Dinastija Sung je uložila velike napore u povećanje proizvodnje riže, stvarajući obradive površine od močvara i obala jezera, gradeći terase i poboljšavajući sustave navodnjavanja, sve pod upravom vlade. Nove tehnike presađivanja sadnica riže su ukinule potrebu za ugarom, a uvođenje novih alata za uzgajanje riže, poput pluga za rižina polja i naprava za podizanje vode, dodatno je poboljšalo djelotvornost i učinkovitost, što je dovelo do sve većih viškova.
Posljedice su bile dramatične. Stanovništvo Kine je s 50 milijuna stanovnika godine 800. poraslo na 115 milijuna stanovnika godine 1200. Godine 1200. u Kini je živjelo dvostruko više ljudi nego u tadašnjoj Europi, a gustoća stanovništva je bila gotovo pet puta veća. Središte kineske civilizacije se je pomaknulo prema jugu, na kojem je do 1080. živjelo dvostruko više stanovnika nego na sjeveru. Urbanizacija je također uzela maha. Prema jednom izvještaju, u Kini iz doba dinastije Sung je bilo 5 gradova s više od milijun stanovnika, a druga procjena govori da je 20% stanovništva živjelo u gradovima, što je iznimno visok postotak za ratarsko društvo, koji je Europa postigla tek u 19. stoljeću. Sve je to dovelo do razvoja srednje klase, zajedno s komercijalizacijom poljoprivrednih roba, rastom trgovine i širenjem manufakturne proizvodnje. 

### Navodnjavanje
Osim poljodjelstva, sljedeća temeljna tehnologija koja je podupirala kinesku civilizaciju bilo je navodnjavanje. Premda su mnogi kanali i nasipi već postojali u Kini iz ranijih vremena, prvi elementi prema unutrašnjosti usmjerenog sustava kanala na razini carstva su se pojavili oko 70. Godine 608. inženjeri su dovršili gotovo 700 kilometara dug kanal od Luoyanga do Pekinga, a do 12. stoljeća u Kini je bilo oko 50 000 kilometara plovnih vodenih putova i kanala. Samo se je Veliki kanal, dovršen 1327., protezao duž 2000 kilometara, od Hangzhoua na jugu do Pekinga na sjeveru. Kad je na vlast došla dinastija Ming (1368.), vlada je popravila 40 987 spremnika (rezervoara) i pokrenula golemi pothvat pošumljavanja, sadeći milijardu stabala da bi spriječila eroziju tla i osigurala izvor drva za mornaricu.
Takvi dojmljivi pothvati nisu bili mogući bez središnje vlasti koja je organizirala gradnju, prikupljala poreze i raspodjeljivala ratarske viškove. Kanali su omogućili da se riža brodovima prevozi od plodnih područja na jugu do političkog središta na sjeveru. Jedan izvještaj navodi da se u 11. stoljeću godišnje prevozilo 400 000 tona zrnja. U doba dinastije Ming je po vodenim putovima unutar Kine plovilo 11 700 brodova sa 120 000 mornara. Očigledno je bilo potrebno uložiti zamašan trud u održavanje i jaružanje (odmuljavanje), što je izvođeno putem tlake (prisilnog rada), a zanemarivanje hidrauličkih sustava je nužno vodilo do gladi i političkih nemira.

### Papir i tisak
Proizvodnja papira, koja se je vjerojatno razvila iz tekstilne industrije, dala je proizvod koji je olakšao državnu upravu carske Kine. Postoje pouzdani dokazi o izradi papira krajem dinastije Han, početkom 2. stoljeća, premda se tehnologija vjerojatno razvila nekoliko stoljeća ranije. Drevni Egipćani su mnogo ranije koristili papirus, ali su Kinezi prvi napravili pravi papir iz kaše za papir ulijevane u kalupe. Izrađivan je isprva od starih krpa, a ubrzo je kvalitetniji papir izrađivan od kore murve. U početku nije korišten za pisanje, već za svrhe poput umatanja. No već je u 3. st. posve zamijenio svilu, bambus i drvo kao podloge za pisanje. Do 8. stoljeća već su papirnate vrećice korištene za čuvanje čaja, a izrađivan je i toaletni papir (barem od 6. st., izrađivan od rižine slame, mek i jeftin). Između ostaloga, papir je korišten za izrezivanje ukrasa, za lepeze i kišobrane, za odjeću, posjetnice, zmajeve, sjenila za svjetiljke, ubruse, igraće karte, papirnati novac. Proizvodi od papira su se u Europi pojavili u 10. stoljeću, posredstvom Arapa u Španjolskoj. Kineska je državna uprava ovisila o pisanju, literarnoj tradiciji i knjižnicama, koje su postojale već u dinastiji Shang, u drugom tisućljeću pr. Kr. 
Premda se papir rano pojavio u kineskom društvu, tehnika uzimanja otisaka putem trljanja izrezbarenih natpisa je odložila pojavu tiska do prvog desetljeća 7. stoljeća. Tiskom su se isprva naprosto reproducirali pečati za vjerske talismane. Prva knjiga tiskana pomoću čitavih stranica izrezbarenih na drvenim blokovima se pojavila 868., a tehnologija tiska se je uskoro pokazala korisnom vladi, koja ju je rabila za tiskanje novca, službenih dekreta te priručnika, primjerice za medicinu i farmaciju. Službene tiskare su izdavale klasike koje je valjalo izučavati u svrhu pripreme ispita za činovnike i kineska je vlada u cjelini stvorila dojmljivu količinu tiskanog materijala za potrebe državne uprave. Primjerice, prvi car dinastije Sung je naredio pripremu kompilacije budističkih tekstova, a dovršeni je posao uključivao 130 000 drvenih blokova na kojima su bile dvije stranice, i 5048 svezaka. Godine 1403. je službena kineska enciklopedija imala 937 svezaka, a ona iz 1609. godine 22 000 svezaka, koje su napisale 2000 autora.
Kinezi su oko 1045. izumili pokretni slog, a slova su isprva bila načinjena od keramike. Ta je tehnologija dalje razvijena u Koreji, gdje je vlada 1403. raspolagala s 100 000 izlivenih brončanih kineskih znakova. No pokretni slog se je, u usporedbi s drvenim blokovima, pokazao nepraktičnim, s obzirom na kineski način pisanja piktogramima i stoga na potrebu za tisućama različitih znakova. Tiskanje blokovima se je stoga pokazalo ne samo jeftinijim i učinkovitijim, već je omogućivalo i ilustriranje, često u više boja. Sposobnost reproduciranja slika je stavilo Kinu daleko ispred Zapada u tehnici tiskanja, čak i nakon što je Gutenberg razvio pokretni tisak u Europi.

### Papirnati novac
Čini se da se je neki oblik papirnatoga novca pojavio već početkom 9. stoljeća, kad je rast poslovnih i vladinih novčanih transakcija potaknuo uvođenje "letećeg novca". To nije bio novac u pravom smislu, već prije kreditni medij kojim se izbjegavalo nošenje velikih količina metalnoga novca, oblik privatnoga dogovora među trgovcima, koji je vlada prihvatila 812., a što se s vremenom razvilo u pravi papirnati novac. Naime, državno upravljanje tehnologijom i gospodarstvom je dosegnulo visoku razinu u Sung periodu, kad je veći državni prihod dolazio od trgovine i poreza na robu, nego od ratarskog poreza. Jedna od posljedica je bilo širenje novčanog gospodarstva. Npr. državne su kovnice 997. izradile 270 000 nizova (tisuća kovanica), a 1073. su izradile 6 000 000 nizova. Kao rezultat tog povećanja, vladari dinastije Sung su 1024. počeli tiskati pravi papirnati novac, te je papirnati novac prevladao u optjecaju tijekom 12. i 13. stoljeća. Ta tehnologija izrade papirnog novaca je važna ne stoga što je u povijesnom smislu prva na svijetu, već stoga što je olakšala rast i djelovanje kineskoga društva. U Europi se papirnati novac pojavljuje tek 1601., u Švedskoj.

### Barut
Izum baruta u Kini sredinom 9. stoljeća i, što je još značajnije, korištenje baruta u vojne svrhe, s početkom u 10. stoljeću, preusmjerilo je tijek kineske i svjetske povijesti. Čini se da je barut proizišao iz tradicija kineskih alkemijskih istraživanja, a njegova početna uporaba za vatromet nije bila zamišljena u vojne svrhe, već kao sredstvo tjeranja demona. No već oko 950. se počeo koristiti u vojne svrhe. Vojni inženjeri dinastije Sung su pak, kad se pojavila opasnost od vanjskog napada, poboljšali formulu baruta i razradili vojne primjene u obliku raketa, granata, bombi i mužara. Korištene su cijevi od bambusa – prve "puške" – koje su izbacivale olovne kuglice i kamenje. Kasnije su cijevi od bambusa zamijenjene cijevima od lijevanog željeza. Topovi su izrađivani od bronce i lijevanog željeza i izbacivali su olovne kugle punjene barutom, a pojavljuju se oko 1350., kasnije nego u Europi. Najranije osobno vatreno oružje je zabilježeno 1288. Korištene su i mine koje su se polagale kao nagazne mine. Prema nekim autorima, pak, barut se pojavio već u 4. stoljeću. Prema njima, postoje pokazatelji o pokusima s različitim kemikalijama sličnim onima koje se koriste za barut i u ranijim tekstovima, ali oko 300. se spominje uporaba salitre (kalijev nitrat), drvenog ugljena i sumpora.

### Kompas
Za razliku od papira, magnetski kompas je bio naprava bez koje je kineska civilizacija mogla živjeti isto kao i s njom, ali ovaj slučaj upravo pokazuje ono malo veza između znanosti i tehnologije u drevnoj Kini. Tajnovita svojstva magnetnog kamena (prirodni magnetizam minerala magnetita) bila su poznata do 300. pr. Kr. i isprva su korištena kao sredstvo proricanja. Do 100. pr. Kr. je postalo poznato da se magnetna igla usmjerava duž pravca sjever-jug i to je svojstvo korišteno u geomantiji ili umijeću feng shui, pravilnom postavljanju kuća, hramova, grobnica, cesta i drugih građevina. Kasnije se pojavila razrađena naturalistička teorija koja je objašnjavala gibanje magnetne igle kao odziv na strujanje energije kroz i oko Zemlje, što je primjer koji pokazuje da tehnologija ponekad potiče pretpostavke o prirodi, a ne samo obratno, kako se danas uobičajeno misli. 
U Kini su kasnije magneti proizvođeni na različite načine: trljanjem željeza magnetitom ili magnetiziranim željezom, kovanjem zagrijane željezne trake postavljene u smjeru sjever-jug, te naglim uranjanjem zagrijane željezne šipke, postavljene u smjeru sjever-jug, u vodu. Prvi pouzdani prikaz primitivnog, ali uporabivog kompasa ili sinana, nalazi se u knjizi iz 83., dok ostali izvori sežu možda i do 4. st. pr. Kr. Komad magnetita bi se izdubio u oblik zaimače (grabilice za uzimanje i prenošenje juha), koja bi se postavila na kamenu ploču ravne, uglačane površine, a drška bi se potom usmjerila prema jugu. Izvori navode da je osim u geomantiji korišten i za orijentaciju tijekom putovanja. 
Moguće je da se je kompas s magnetnom iglom pojavio već u 8. stoljeću (magnetizirana željezna igla je na komadiću drva plutala na vodi ili je bila obješena na svileni konac). Pouzdani opis magnetne igle dao je Shen Kua u 11. stoljeću, koji je odredio odstupanje geografskog juga od magnetnog, omogućivši korisniju uporabu kompasa u plovidbi morem. On je u djelu od 1086. napisao »mag trlja vršak igle magnetitom pa ona počinje pokazivati na jug«, te »igla počesto pokazuje malo istočnije od juga i ne točno prema jugu«. Do kraja 13. stoljeća je već otklon magnetskog juga od zemljopisnog bio jasno naznačen na kompasnim pločama.
Prototip današnjeg kompasa opisan je u knjizi Vodič kroz šumu poslova, iz doba dinastije Južni Sung (1127. – 1279.). To je »suhi« kompas s čvrstim uporištem – figurica kornjače u kojoj je bio skriven mali magnet bila je nasađena na bambusov šiljak. Izvori ne potvrđuju pouzdano redovitu uporabu kompasa kao pomagala za plovidbu morem u Kini sve do doba dinastije Sung, početkom 12. stoljeća. Najstariji opis potječe iz teksta nastalog oko 1113., a koji se bavi događajima u luci Kanton krajem 11. stoljeća: »peljari se noću ravnaju po zvijezdama, a danju po Suncu; kad zavlada mrak pogledavaju na iglu što pokazuje na jug«. 

### Svila
Izrada tkanina je još jedna od glavnih industrija drevne Kine. Primjerice, jedan je car iz dinastije Sung iz 12. stoljeća kupio i primio kao porez ukupno 1 170 000 bala svilene tkanine. Kinesku tekstilnu industriju valja spomenuti napose zbog njezine mehanizacije. Izvori pokazuju da je od 1035. u Kini postojao kolovrat (preslica na kotač koji se pokreče nogom), a kineski su inženjeri također načinili i razrađene strojeve za namatanje pokretane vodom, u svrhu razmotavanja čahura ličinki svilca i namotavanje svilenih niti na kaleme, za tkanje u tkaninu. Vlakno svile proizvodi kineski dudov svilac (Bomby mori) koji se hrani dudovim (murva) lišćem. Pronađeni su ostatci manufakture za proizvodnju svile iz oko 2600. pr. Kr. Svila je postala prvi proizvod kojim se trgovalo na velike udaljenosti, između Kine i Bliskoga istoka. Prvi dokazi o postojanju svile na Bliskom istoku potječu s egipatske mumije iz oko 1000. pr. Kr. Oko 600. pr. Kr. Babilonija je s Kinom spojila karavanski put zvana Put svile. Za antičku i srednjovjekovnu Europu svila je bila luksuzna tkanina bez premca. Stoljećima je Put svile bio jedina stalna veza Istoka i Zapada.

### Porculan
Lončarstvo je bilo drevno umijeće, koje je nakon 11. stoljeća dosegnulo prije neviđene umjetničke vrhunce. Carska je vlada posjedovala vlastite peći i radionice na industrijskoj razini, koje su zapošljavale tisuće obrtnika i masovno proizvodile kako svakodnevne, tako i luksuzne proizvode. U 7. stoljeću su kineski lončari otkrili da se silikatni mineral glinenac može uklopiti u glineno posuđe, što je dalo primitivni tip porculana. Porculanska je roba usavršena u 13. stoljeću, miješanjem kineskog kamena (kamena koji sadrži glinenac) i kaolina, bijele kineske gline, te pečenjem na vrlo visokim temperaturama (do 1450° C). Trajno umijeće i tehnika kineskog porculana je jedno od velikih kulturnih postignuća doba dinastija Sung i Ming. Oni odaju bogato i kultivirano društvo, i zapravo je keramika postala glavni predmet unutrašnje i vanjske trgovine, te izvor poreznog prihoda za državu. Kineska keramika je našla put kroz islamski svijet do Afrike. Od srednjega vijeka Europljani su čeznuli za kineskim porculanom i nastojanja da se kopira kineska tehnologija izrade keramike dala su poticaj keramičkoj industriji Europe u doba industrijske revolucije u 18. stoljeću.

### Kovinarstvo irudarstvo
Kineska nadmoć u proizvodnji željeza također pomaže u obrazlaganju blistavosti njezine civilizacije. Kineski su se metalurzi rano okrenuli željezu, vjerojatno zbog ograničenih izvora bakra i kositra za broncu. Do 117. pr. Kr. proizvodnja željeza je postala državna djelatnost, s 48 ljevaonica, od kojih je svaka zapošljavala tisuće industrijskih radnika. Godine 806. proizvedeno je 13 500 tona željeza, a 1078., u doba dinastije Sung, već 125 000 tona, bez sumnje zbog porasta potreba vojske (za usporedbu, Engleska je 1788. godine, kad je industrijska revolucija već započela, proizvela 68 000 tona željeza). Tehnički inovativna i napredna, kineska industrija željeza je koristila mjehove pokretane vodom (od 31. pr. Kr.) i talila rudu pomoću koksa (djelomično izgorjelog kamenog ugljena) već do 11. stoljeća, nekih 700 godina prije nego što su se slični postupci pojavili u Europi. Takva je nadmoćna tehnologija davala vladarima dinastije Sung 32 000 oklopa i 16 000 000 željeznih vrhova za strijelice godišnje, kao i željezni poljoprivredni alat. Oko 1000. su razvijene poboljšane metode dobivanja čelika. Korištena je napose metoda djelomične dekarbonizacije željeza i ponovljenog kovanja. Proizvodnja željeza je bila tolika da je ugrozila šume. To se je promijenilo u 11. stoljeću, kad se umjesto drvenog ugljena počeo koristiti koks.
Željezo se je u Kini počelo koristiti kasnije nego na Zapadu, oko 500. pr. Kr., no u metalurgiji su Kinezi krenuli putem različitim od ostalih drevnih civilizacija. Na drugim je mjestima, kao što smo vidjeli, ruda najprije užarena i potom udarana čekićem, što je izbacivalo nečistoće i davalo kovano željezo. Kinezi su pak već u 4. st. pr. Kr. razvili tehniku lijevanja željeza, tj. proizvodnje rastaljenog metala koji se mogao lijevati u kalupe. To je bilo moguće stoga što je željezna ruda raspoloživa u Kini imala relativno niže talište (veći udio fosfora u rudi) i što su Kinezi razvili mjehove koji su mogli davati stalnu struju zraka u visokim pećima od kvalitetne gline. Takve su se visoke peći u Europi pojavile tek 1500 godina kasnije. 
Industrijsko bušenje u Kini seže u 5. stoljeću pr. Kr. Bili su to široki i prilično plitki bunari za iskorištavanje izvora rasola, otopine soli. Već 300. su se bušenja zbog rasola i prirodnog plina (kojeg je glavni sastojak metan) izvodila do dubine od 200 metara. Na zapaljenom plinu se kuhao rasol, da ispari voda i ostane sol. Do dinastije T'ang (618. – 906.) dubina bušotina je dosegnula 250 metara. Tehnika bušenja: najprije bi se lopatama kroz zemlju do kamena iskopalo okno; okno bi se napunilo kamenjem, s rupom u sredini, savršeno centriranom i širokom od 25 do 30 centimetara; tada bi počelo bušenje svrdlom od lijevanog željeza obješenog za bušači toranj konopcima od bambusovih vlakana.
Ugljenokopi u Kini postoje od doba Zapadne dinastije Han (202. pr. Kr. – 9. pr. Kr.), a do 1000. su se jako razvili. Rudnik kod Hebija, u Henanu, imao je glavno okomito okno duboko 45 metara, od kojeg su se širile galerije do ugljenonosnog sloja. Iskopani je ugljen košarama s konopcima izvlačen na površinu.

### Brodogradnja
Kina je kasno postala velika pomorska sila, ali od 12. stoljeća do početka 15. stoljeća je razvila najveću ratnu mornaricu na svijetu i postala najveća svjetska pomorska sila. Ratnu mornaricu dinastije Sung su činile stotine brodova i tisuće mornara. Kublaj-kan, mongolski osnivač dinastije Yuan, pokušao je 1281. napad na Japan s mornaricom od 4400 brodova. Ratna mornarica dinastije Ming je godine 1420. imala 3800 brodova, od čega 1300 borbenih. Dinastija Ming je pokrenula državni projekt gradnje brodova, te je između 1403. i 1419. izgradila 2100 plovila u državnim brodogradilištima. Ti su brodovi bili najveličanstvenija, najčvršća i najsigurnija, najstrašnija i tehnički najnaprednija plovila na svijetu – imali su kompas, nepropusne pregrade, do četiri palube, 4 do 6 jarbola, te nedugo prije toga izumljeno krmeno kormilo. Najveći je dosezao 100 metara duljine i deplasman (istisnuće) od 1500 tona, tj. pet puta više od tadašnjih europskih brodova. Bili su naoružani topovima, a posadu je činilo do 1000 mornara.
Dinastija Ming je koristila tu ratnu mornaricu da učvrsti kinesku nazočnost u vodama južne Azije i u Indijskom oceanu. Između 1405. i 1433. pokrenuto je 7 velikih pomorskih istraživanja koje je vodio admiral Cheng Ho (ili Zheng He). S nekoliko tuceta brodova i više od 20 000 ljudi plovio je do Vijetnama, Tajlanda, Jave i Sumatre, te do Cejlona i Indije, u Perzijski zaljev i Crveno more, do Džede i Meke, kao i uz istočnu obalu Afrike, možda do Mozambika. Čini se da je svrha tih istraživanja bila politička, tj. da se ustanovi autoritet i moć dinastije Ming i barem u jednom slučaju je u tu svrhu rabljena sila. 
No tom je pomorskom zamahu naglo došao kraj. Državna je brodogradnja prekinuta 1419., a uredbom iz 1433. je označen kraj prekomorskih istraživanja. Nitko ne može reći kakav bi bio tijek svjetske povijesti da su Kinezi zadržali nazočnost u Indijskom oceanu i potjerali Portugalce, kad su ovi svojim brodićima stigli tamo krajem 15. stoljeća. Ponuđeno je više objašnjenja za taj zaokret kineske politike. Prema jednom tumačenju, Kinezi su prekinuli prekomorske avanture stoga što je Cheng Ho bio musliman i eunuh, što ih je podsjećalo na porobljivačke godine vladavine Mongola (dinastija Yuan) i bilo jako nepopularno u nacionalističkoj dinastiji Ming. Drugi vide istraživanja više kao osobne inicijative dvaju Ming careva, a ne kao nešto što je organski izraslo iz onodobnog kineskog društva i gospodarstva. Iznesen je i jaki tehnički dokaz. Obnova Velikog kanala, između 1411. i 1415., i izgradnja dubokih ustava na njemu 1417., omogućili su cjelogodišnju vezu između rijeke Yangtze i Huang He (Žute rijeke). Kao posljedica toga, Ming su prenijeli svoj kapital iz Nankinga na jugu u Peking na sjeveru, što je uklonilo potrebu za snažnom ratnom mornaricom.
Kineska je brodogradnja razvila plovila pokretana kolom s lopaticama (u osnovi vodeničko kolo) koje se vrtjelo gaženjem pedala. Tipična kineska vodenička kola bila su vodoravna (taj je stil gradnje prevladavao istočno od Perzije), ali su Kinezi rabili i okomita kola. Takva su kola, primjerice, već u 3. stoljeću pokretala teške čekiće u kovačnicama, te čekiće za ljuštenje riže i mrvljenje rude. Bili su poznati i plutajući mlinovi, poput onih antičkih, i moguće je da su upravo oni nadahnuli izradu takvih plovila. Tako izvještaj iz 418. opisuju ratne brodove koji plove rijekom, a na njima se ne vide ljudi koji ih pokreću, jer su skriveni u utrobi broda. Gradnja takvih brodova dosegnula je vrhunac u doba dinastije Sung, početkom 12. stoljeća, kad je izgrađen brod s posadom od 200 do 300 ljudi, 11 kola sa svake strane i krmenim kormilom.

### Mehanički sat
Potreba za točnim satom se je u Kini pojavila stoga što je trebalo odrediti točno vrijeme začeća mogućih prijestolonasljednika, kako bi dvorski astrolozi mogli otkriti sve kozmičke utjecaje koji djeluju na dječake i tako odrediti najboljeg kandidata. Oko 725. je kineski obrtnik-inženjer Linag Ling-Tsan izumio prvi mehanički zapinjač, ključni regulatorni dio svih mehaničkih satova. Naime, svaki mehanički sat zahtijeva tri bitna dijela: 
- izvor energije, što može biti voda, utezi ili opruga;
- zapinjački mehanizam, tj. nešto što omogućuje polagano oslobađanje energije;
- skup zupčanika za kontrolu brzine.

Na temelju zapinjača se razvila mala tradicija izrade satova i planetarija (orarija). Tako je matematičar Yi Xing načinio astronomski instrument sa satnim mehanizmom i nazvao ga Sferična karta nebesa iz ptičje perspektive na vodeni pogon. Pogon je davala voda, ali su gibanjem upravljali strojni mehanizmi. No, ubrzo su metalni dijelovi počeli korodirati, a za hladna vremena bi se voda smrznula. Godine 976. je Zhang Sixun načinio sat u kojem je vodu zamijenio živom, ali o njemu vrlo malo znamo. 
Ta je tradicija dosegnula vrhunac krajem 11. stoljeća, kad je Su Song (1020. – 1101.), diplomat i činovnik u službi dinastije Sung, dobio naredbu od vlade da izgradi stroj koji će oponašati nebeska gibanja i omogućiti ispravljanje nedostataka službenog kalendara. Su Songov astronomski sat iz 1088., Kozmički stroj, je bio visok 13 metara, pokretala ga je voda, a u njemu je prvi put korišten beskrajni lanac. Tu imamo primjer tehnologije iskorištene za službu znanosti i istraživanja. No stroj je uskoro pretrpio premještanje zbog osvajanja (1126. su ga tatarski osvajači rastavili i prenijeli u Peking), zatim je 1195. u njega udario grom, nakon čega je popravljen, ali je do sredine 13. stoljeća zbog nedostatka mehaničara dovoljno vještih da ga popravljaju posve propao. To je bio kraj kineske umješnosti mehaničke horologije, pa su Kineze zapanjili europski mehanički satovi koji su tamo stigli u 17. stoljeću.

### Ceste i mostovi
Prva službena cesta bila je izgrađena u Kini u 9. stoljeću pr. Kr. Krajem 3. stoljeća pr. Kr. ukupna duljina kineskih cesta je iznosila oko 6 800 kilometara. Prvi car čitave Kine, Qin Shi Huangdi (221. pr. Kr. – 210. pr. Kr.) je standardizirao razmak među kolničkih kotača na oko 1,5 metar i izgradio mnoge ceste s devet kolovoznih traka, od kojih je središnja bila sačuvana isključivo za cara i carsku obitelj. Oko 200. pr. Kr. već je postojalo oko 30 000 kilometara carskih cesta. Tijekom 6. stoljeća Kinezi su počeli graditi trajne viseće mostove, koristeći željezne lance. Takvi su se mostovi u Europi počeli graditi tek krajem 18. stoljeća.

### Plovni kanali
Kanal divljih gusaka, 5. stoljeće pr. Kr., spojnica Huang He (Žute rijeke) i rijeka Pien i Ssu, je bio dug 420 kilometara. Pod prvim carem Qin Shi Huangdi je kopanje 190 kilometara dugog Magičnog kanala kroz planinski lanac povezalo sjevernu i južnu Kinu i stvorio 2000 kilometara neprekinutog plovnog puta. Gradnja Velikog kanala započela je 70., a on je do 1327. dosegnuo duljinu od 1700 kilometara. Bio je dubok 3 – 10 metra, na mjestima širok 30 metara.

### Zidovi
Kineski zid je dug 8 851,8 kilometara (glavni dio 2 450 kilometara). Nastao je iz zemljanih brana koje su u 4. stoljeću pr. Kr. nasula sjevernokineska kraljevstva za obranu od nomada iz srednjoazijskih stepa. Prvi kineski car Qin Shi Huangdi je postojeće dionice povezao s 800 kilometara novog zida i tako stvorio neprekidnu barijeru duljine oko 2000 kilometara. Zid je kasnije pojačan dodavanjem kula od opeke. Krajem 15. stoljeća (dinastija Ming) zid je obnovljen, ovaj put od kamena, visine do 12 metara, a debljine do 10 metara, s 25 000 stražarskih kula.